# Alfoz (urbanisme)
|  | Per a altres significats, vegeu «Alfoz (desambiguació)». |

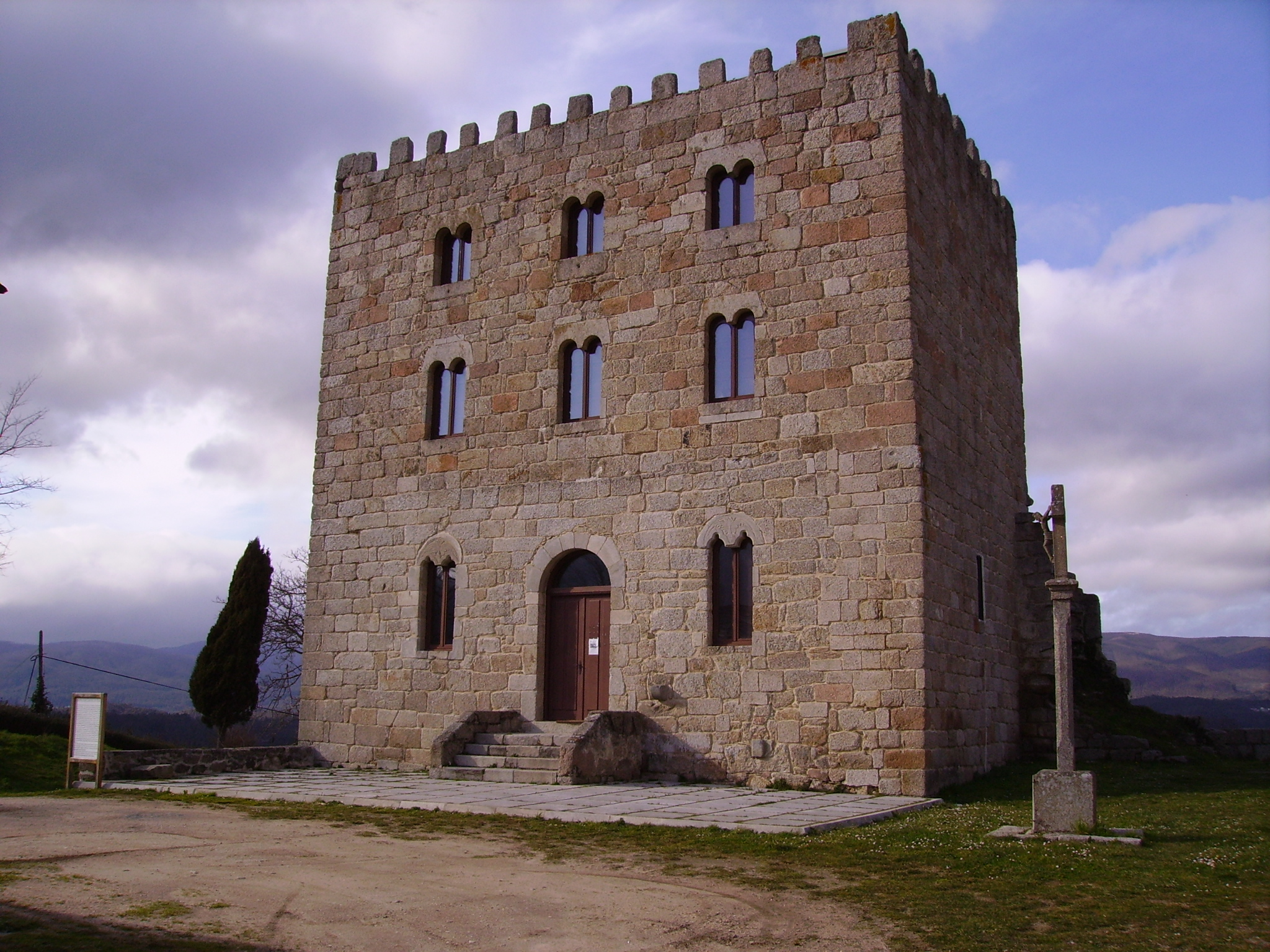
Imatge del Castell d'Alfoz (Lugo)

Alfoz (de l'àrab hispànic الحاوز al-ḥáwz, i aquest de l'àrab clàssic الحوز al-ḥawz) és el nom que es donava durant l'Edat Mitjana al territori extramurs assignat a una vila durant la repoblació foral (Corones de Castella, Lleó i Portugal). Això incloïa els petits llogarets i les zones rurals que depenien de les autoritats municipals de la vila, amb la qual formaven les comunitats de vila i terra.
Probablement no va existir en principi cap dependència jurídica determinada d'aquests territoris respecte al nucli urbà, donant-se només una vinculació de fet com a conseqüència que la ciutat era el focus religiós, el centre econòmic on radicava el mercat, la seu de l'autoritat civil i el lloc on es reunia l'assemblea judicial o concilium. Amb el temps aquesta dependència real tindrà consistència jurídica, quedant-hi reflectida en els furs municipals.
Té com a origen l'expressió àrab al-hawz, que significa "districte rural". Els alfoces (ravals) a l'entorn de la vila a la qual pertanyien formaven el que ara anomenem municipi.
Hi ha diverses localitats espanyoles que han inclòs la paraula en el seu nom, com Alfoz (Lugo), Alfoz de Lloredo, Alfoz de Quintanadueñas, etc.